# 미야자키 고로
미야자키 고로(宮崎吾朗, 1967년 1월 21일 ~ )는 일본의 건축가, 애니메이션 감독이다.

## 삶
그는 일본 도쿄에서 일본 애니메이션 감독인 미야자키 하야오의 아들로 태어났다. 그는 자신의 인생이 아버지의 길을 뒤따라 가는 것에 마음이 내키지 않아서 애니메이션 분야가 아니라, 정원을 다듬는 일을 선택했다.. 그러나 제작자인 스즈키 도시오가 그를 지브리 박물관에서 일하도록 설득했고, 그것을 계기로 미야자키 고로는 스튜디오 지브리에 참여하게 되었다.
그는 "게드 전기 - 어스시의 전설" 의 스토리 보드를 그려달라는 요청을 받았다. 그가 스토리 보드를 그린 후에, 스즈키 도시오는 고로가 그 작품을 감독해야 한다고 결정했다.
하지만 그의 아버지인 미야자키 하야오는 그 결정에 명확하게 이의를 제기했다. 미야자키 하야오는 아들인 미야자키 고로가 영화를 감독할 수 있을만큼 경험을 쌓지 못했으며, 영화의 발달사 전체에 걸쳐서 등장하는 용어를 두 개도 말하지 못한다고 지적했다. 이러한 반대에도 불구하고, 미야자키 고로는 영화 감독을 맡게 되었다.
2006년 6월 28일에 고로는 게드 전기 - 어스시의 전설의 첫 번째 시사회를 마쳤다. 당초 불참할 거라고 말했던 아버지 미야자키 하야오가 참석했지만, 그는 영화를 보는 도중 자리를 박차고 시사회장을 나갔다. 하지만 그 이유는 단순히 영화가 마음에 들지 않았기 때문이 아니라 주인공 알렌 왕자가 아버지인 국왕을 죽였다고 고백하는 장면을 보고 자신과 아들의 관계를 떠올렸기 때문이라는 의견도 있다.
이후 스탭을 통해 아들 고로에게 작품의 감상을 전달했고, 그 내용은 "솔직하게(혹은 순수하게) 만들어져서 다행이다(素直な作り方で、よかった)"라고 적혀 있었다. 고로는 아버지의 인정을 받은 것으로 생각하고 기뻐했으나 이후 아버지의 냉담한 태도를 보았을 때 저 말의 뜻은 기교나 멋을 부리지 않고 데뷔작 답게 순수하게 만든 것에 대해 안도한 정도로 보인다.
또한 개봉 전에 미국에서 원작자 어슐러 르 귄을 위한 소규모 시사회를 개최했을 때 그가 고로에게 남긴 짧은 감상 "이건 내 소설이 아니라 당신 영화지요. 좋은 영화네요(It is not my book. It is your film. It is a good film.)"라는 말 역시 고로는 자신에 대한 칭찬으로 받아들이고 기뻐했으나, 이후 원작자가 자신의 웹사이트를 통해 영화를 강하게 비판한 것에 비춰보면 그 말은 소설과 영화를 별개의 작품으로 받아들인다는 뜻으로, 자신의 원작 내용을 잘 살려내지 않은 것에 대한 실망감을 표출한 것으로 보인다.
영화는 베니스 국제 영화제의 비경쟁 부문에 초청되었다.. 2006년 말에 미야자키 고로는 일본의 분슌 야유 시상식에서 "최악의 감독"으로 선정되었고, 그의 영화 게드 전기는 "최악의 영화"로 선정되었다..

## 작품 목록

### 영화
| 연도 | 제목                                 | 분야       | 배급사          | 한국 개봉  |
| 2006 | 게드 전기 - 어스시의 전설(ゲド 戰記) | 감독, 각본 | 스튜디오 지브리 | 2006.08.10 |
| 2011 | 코쿠리코 언덕에서(コクリコ坂から)    | 감독       | 스튜디오 지브리 | 2011.09.29 |